# Cenchrodesmus volutus
Cenchrodesmus volutus är en mångfotingart som beskrevs av Cook 1896. Cenchrodesmus volutus ingår i släktet Cenchrodesmus och familjen Ammodesmidae. Inga underarter finns listade i Catalogue of Life.